# لويغي كروس
لويغي كروس هو متسابق يخت إيطالي، ولد في 27 نوفمبر 1940.

## وصلات خارجية
- لويغي كروس على موقع أوليمبيديا (الإنجليزية)